# Puerto del Coco
Puerto del Coco är en ort i Mexiko.   Den ligger i kommunen Ajuchitlán del Progreso och delstaten Guerrero, i den södra delen av landet, 210 km sydväst om huvudstaden Mexico City. Puerto del Coco ligger 372 meter över havet och antalet invånare är 307.
Terrängen runt Puerto del Coco är varierad. Runt Puerto del Coco är det ganska glesbefolkat, med 21 invånare per kvadratkilometer. Närmaste större samhälle är Ajuchitlán del Progreso, 10,2 km norr om Puerto del Coco. I omgivningarna runt Puerto del Coco växer huvudsakligen savannskog.